# جون هيل (سياسي أسترالي)
جون هيل (بالإنجليزية: John David Hill)‏ هو سياسي أسترالي، ولد في 3 ديسمبر 1949 في سيدني في أستراليا. حزبياً، نشط في حزب العمال الأسترالي (فرع جنوب أستراليا) ‏.

## مناصب
- انتخب Justice of the Peace for South Australia ‏.
- انتخب Minister for Health and Ageing ‏ (21 أكتوبر 2011 – 21 يناير 2013).
- انتخب Minister Assisting the Premier in the Arts ‏ (6 مارس 2002 – 21 أكتوبر 2011).
- انتخب Minister for the Arts ‏ (21 أكتوبر 2011 – 21 يناير 2013).
- انتخب Minister for Mental Health and Substance Abuse ‏ (25 مارس 2010 – 21 يناير 2013).
- انتخب وزير الصحة (4 نوفمبر 2005 – 21 أكتوبر 2011).
- انتخب Minister for Multicultural Affairs ‏ (30 يونيو 2003 – 29 أغسطس 2003).
- انتخب Minister for Consumer Affairs ‏ (30 يونيو 2003 – 29 أغسطس 2003).
- انتخب Minister for Environment and Conservation ‏ (6 مارس 2002 – 23 مارس 2006).
- انتخب Minister for the River Murray ‏ (6 مارس 2002 – 23 يوليو 2004).
- انتخب Minister for Gambling ‏ (6 مارس 2002 – 3 ديسمبر 2002).
- في 2006 South Australian state election [الإنجليزية]‏، انتخب عضو مجلس النواب جنوب أستراليا من الجمعية عن دائرة Electoral district of Kaurna [الإنجليزية]‏ وقد انضم خلال فترته النيابية ‏ (11 أكتوبر 1997 – 14 مارس 2014)  للكتلة البرلمانية حزب العمال الأسترالي (فرع جنوب أستراليا) [الإنجليزية]‏.